# Убихи
Убихи (самоназва туахь'и) — народ, що був і є частиною адигського суперетносу (разом із кабардинцями, адигейцями, черкесами та абазинами).

## Історія
Убихи мають трагічну долю — попри давнє коріння (є думка, що саме убихи були насельниками давньої Колхіди), у 1864 році, за часів правління російського царя Александра І, під час військової кампанії росіян із завоювання Північного Кавказу в результаті цілеспрямованого геноциду чи не все убихське населення було знищено, а рештки родів, що вижили, переселилися до Османської імперії. До того часу (60-ті роки XIX століття) убихів налічувалося майже 50 тисяч осіб і вони жили в районі Шахе і Хоста (так звана Убихія); саме убихи — корінне населення району, де розташовано сучасне місто Сочі.
Після переселення у Російській імперії залишилося зовсім мало убихів (53 родини — близько 300 осіб), та й вони зазнали асиміляції з боку абхазів і черкесів (у перепису населення РФ 2002 року убихів пораховано у складі черкесів). Тоді як у Туреччині (і частково у Йорданії) є убихська діаспора (за оцінкою на 1975 рік, близько 10 тисяч осіб у Туреччині), яка, втім, теж зазнала і зазнає асиміляції. Останній носій убихської мови — Тевфік Есенч помер у 1992 році в с. Хаджі-Осман-Кьойу (Туреччина).
Традиційні заняття убихів — конярство, відгонне скотарство, садівництво і городництво.
Побут і культуру турецьких убихів вивчав французький етнограф Ж. Дюмезіль.